# Proteaceae
Proteaceae (Juss., 1789) è una famiglia di piante appartenente all'ordine Proteales, distribuite nell'emisfero meridionale.
La famiglia comprende circa 80 generi, con circa 1 600 specie.
Assieme alle Platanaceae e alle Nelumbonaceae, formano l'ordine delle Proteales.
Fra i generi più noti vi sono Protea, Banksia, Embothrium, Grevillea, Hakea, Dryandra e Macadamia.
Specie come il waratah del Nuovo Galles del Sud (Telopea speciosissima), la King Protea (Protea cynaroides) e varie specie di Banksia, Grevillea e Leucadendron sono molto usate per i fiori da taglio, mentre le noci di Macadamia integrifolia sono ampiamente coltivate per scopi commerciali e consumate come alimento.

## Etimologia
Il nome Proteaceae, come anche il nome del genere Protea, deriva dal nome del dio greco Proteus, una divinità che era in grado di mutare di forma. Questa è un'immagine appropriata, dal momento che la famiglia è nota per la varietà e la diversità di fiori e foglie.

## Descrizione
Molti generi di Proteaceae sono estremamente variabili. In particolare, la Banksia fornisce uno degli esempi più interessanti di radiazione adattativa nelle piante. Questa variabilità rende impossibile definire un criterio semplice e diagnostico per l'identificazione dei membri della famiglia, sebbene singoli generi possano essere facilmente identificati.

### Habitat
Le Proteaceae sono generalmente alberi o arbusti, ad eccezione di alcune specie del genere Stirlingia che sono erbacee. Sono piante sempreverdi, con foglie che variano notevolmente per dimensione, forma e margine.

### Fiore
In generale, l'elemento caratterizzante delle Proteaceae è l'insolita infiorescenza. In molti generi, la caratteristica più evidente è la grande e spesso molto vistosa infiorescenza, che consiste di molti piccoli fiori densamente raggruppati in una punta compatta o spiga. Anche questa caratteristica, comunque, non ricorre in tutte le Proteaceae: le specie del genere Adenanthos, ad esempio, hanno fiori solitari. Nella maggior parte delle specie di Proteaceae il meccanismo di impollinazione è altamente specializzato. Solitamente coinvolge l'impiego di un "presentatore di polline", un'area posta sul termine dello stelo, che presenta il polline all'impollinatore.
Nel fiore delle Proteaceae le singole parti sono composte da quattro elementi; i quattro tepali, però, sono fusi in un tubo lungo e stretto, con una coppa chiusa alla sommità, e i filamenti dei quattro stami sono fusi con i tepali, in modo tale che le antere sono racchiuse all'interno della coppa. Il pistillo inizialmente passa lungo l'interno del perianto (del tubo che circonda le antere), cosicché anche lo stigma è incluso nella coppa. Quando il fiore si sviluppa, il pistillo cresce rapidamente.
Dal momento che lo stigma è intrappolato, lo stelo deve piegarsi per allungarsi e si piega a tal punto che il tubo perianterico si divide lungo una giuntura. Lo stelo continua a crescere fino all'antesi (periodo di funzionalità del fiore), quando le ghiandole nettarine (o 'nettàri') iniziano a produrre il nettare. A questo punto, il perianto si divide nei tepali che lo componevano, la coppa di separa e il pistillo è libero di estendersi più o meno verso l'alto.
Poco prima dell'antesi, le antere rilasciano il loro polline, depositandolo sullo stigma, che in molti casi ha un'area carnosa allargata specificatamente dedicata alla deposizione del proprio polline. Gli animali che si nutrono di nettare difficilmente vengono in contatto con le antere, ma altrettanto difficilmente possono evitare il contatto con lo stigma; in tal modo, lo stigma funziona come presentatore di polline, assicurando che gli animali che si nutrono di nettare agiscano come impollinatori. L'aspetto negativo di questa strategia di impollinazione è la grandemente accresciuta probabilità di autoimpollinazione; molte Proteaceae contrastano questo problema con strategie quali la proterandrìa, l'autoincompatibilità o l'aborto selettivo del seme autofecondato.

### Radici proteoidi
Molte Proteaceae hanno radici proteoidi specializzate. Le radici proteoidi sono masse di radici laterali e radichette che formano una superficie radiale di assorbimento, prodotte nello strato di foglie cadute durante la crescita stagionale, e che solitamente si disgregano al termine della stagione di crescita.
Queste radici costituiscono un adattamento alla crescita in suoli poveri con carenza di fosforo, in modo da aumentare notevolmente l'accesso delle piante all'acqua scarsa e ai nutrienti, essudando carbossilati che mobilizzano il fosforo precedentemente non disponibile.
Come effetto secondario, queste radici aumentano anche la superficie di assorbimento radicale, ma questo effetto per contro aumenta la competizione per i nutrienti nei confronti dei gruppi radicali veri e propri.
Comunque, questo adattamento le lascia estremamente vulnerabili all'avvizzimento delle estremità causato dall'Oomycota Phytophthora cinnamomi e generalmente intolleranti alla fertilizzazione.
A causa di queste radici proteoidi specializzate, le Proteaceae sono una delle poche famiglie di piante floreali che non formano con funghi micorrize arbuscolari.

## Distribuzione

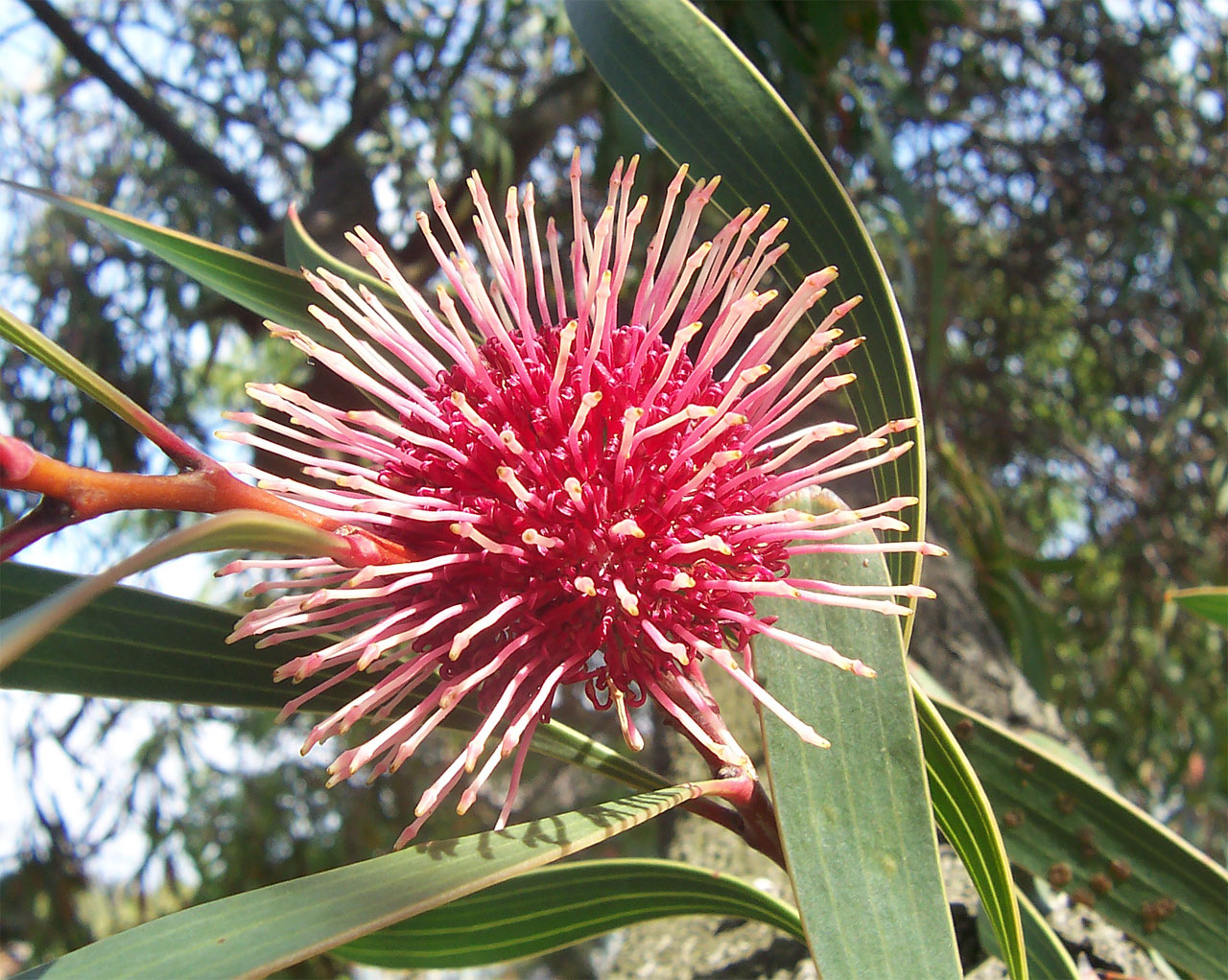
Infiorescenza e foglie della Hakea laurina (in inglese: Pin-cushion Hakea)

Le Proteaceae sono una famiglia prevalentemente presente nell'emisfero australe, con i suoi principali centri di diversità in Australia e Sudafrica.
Si trovano anche nell'Africa centrale, in America meridionale e America centrale, India, Asia orientale e sudorientale ed Oceania.
Solamente due specie sono note in Nuova Zelanda, sebbene tracce di pollini fossili suggeriscano che in passato ve ne fossero di più.
Questa famiglia è un buon esempio di famiglia del Gondwana, con specie che sono presenti su pressoché tutte le terre emerse che si considera facessero parte dell'antico supercontinente Gondwana. Si ritiene che la famiglia e le sue sottofamiglie si siano diversificate ben prima della frammentazione del Gondwana, cosa che comporta che tutte le specie siano ben più vecchie di 90 milioni di anni.
Fra le evidenze di ciò, vi è anche l'abbondanza di polline di Proteaceae presente nei depositi di carbone del Cretaceo dell'Isola del Sud della Nuova Zelanda.
L'attuale distribuzione delle specie dovrebbe essere causata principalmente dalla deriva continentale, piuttosto che dalla dispersione attraverso gli oceani.

## Ecologia
A causa della loro infiorescenza ampia, le Proteaceae sono estremamente attraenti sia a una grande varietà di insetti, sia ai loro predatori come uccelli e lucertole, sia agli uccelli nettarivori, quali Promeropidae, Nectariniidae e Meliphagidae. Alcune piante producono anche bacche, cosicché attirano ulteriori specie di uccelli.
Molte specie si sono adattate al fuoco, cioè hanno sviluppato strategie per la sopravvivenza agli incendi che devastano i loro habitat. Alcune sono rigermoglianti ed hanno una spessa radice sepolta nel suolo, da cui rispuntano nuove gemme dopo ogni incendio, ed altre sono riseminanti, nel senso che le piante adulte periscono con il fuoco, ma disperdono i loro semi, che sono stimolati dal fumo a radicare e crescere. In passato, si riteneva che la crescita fosse stimolata dal calore, ma si è poi verificato che sono le molecole presenti nel fumo a stimolarla.

## Tassonomia
Descritte per la prima volta dal botanico francese Antoine-Laurent de Jussieu, la famiglia delle Proteaceae è abbastanza numerosa, con circa 80 generi, anche se con meno di 2.000 specie. È riconosciuta pressoché dalla totalità dei tassonomisti. Già stabilita nella classica tassonomia linneana, è riconosciuta anche dai sistemi a base cladistica APG, APG II, APG III e, infine, APG IV.
È collocata nell'ordine Proteales, la cui classificazione è stata pure cambiata molte volte.
Il quadro generale per la classificazione delle Proteaceae fu impostato da L. A. S. Johnson e Barbara Briggs nella loro monografia del 1975 "On the Proteaceae: the evolution and classification of a southern family".
La loro classificazione è stata alquanto migliorata nei tre decenni successivi, in maniera più evidente da Peter Henry Weston e Nigel P. Barker nel 2006. Le Proteaceae sono ora divise in 5 sottofamiglie: Bellendenoideae, Persoonioideae, Symphionematoideae, Proteoideae e Grevilleoideae.
Secondo Weston e Barker, l'organizzazione completa è la seguente:

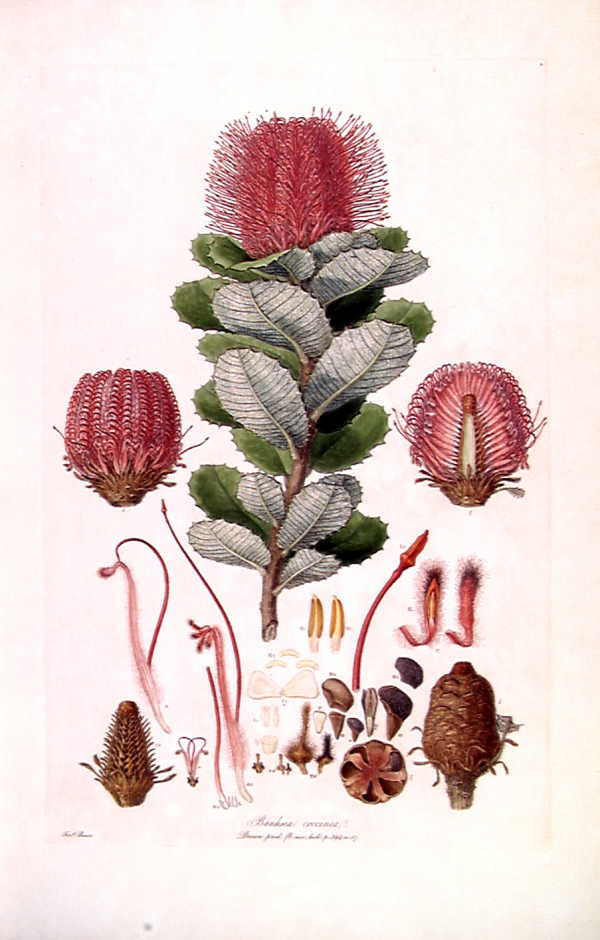
Fiori, foglie e frutto di Banksia coccinea, dall'opera Illustrationes Florae Novae Hollandiae del 1813 di Ferdinand Bauer

Famiglia Proteaceae
Sottofamiglia Bellendenoideae
- Bellendena

Sottofamiglia Persoonioideae
Tribù Placospermeae
- Placospermum

Tribù Persoonieae
- Acidonia
- Garnieria
- Persoonia

- Persoonia falcata
- Persoonia linearis
- Persoonia media
- Persoonia muelleri

- Toronia

Sottofamiglia Symphionematoideae
- Agastachys
- Symphionema

Sottofamiglia Proteoideae
incertae sedis
- Eidothea
- Beauprea
- Beaupreopsis
- Dilobeia
- Cenarrhenes
- Franklandia

Tribù Conospermeae
Sottotribù Stirlingiinae
- Stirlingia

Sottotribù Conosperminae
- Conospermum
- Synaphea

Tribù Petrophileae
- Petrophile
- Aulax

Tribù Proteeae
- Protea
- Faurea

Tribù Leucadendreae
Sottotribù Isopogoninae
- Isopogon

Sottotribù Adenanthinae
- Adenanthos

Sottotribù Leucadendrinae
- Leucadendron
- Serruria
- Paranomus
- Vexatorella
- Sorocephalus
- Spatalla
- Leucospermum
- Mimetes
- Diastella
- Orothamnus

Sottofamiglia Grevilleoideae
incertae sedis
- Sphalmium
- Carnarvonia

Tribù Roupaleae
incertae sedis
- Megahertzia
- Knightia (pianta)
- Eucarpha
- Triunia

Sottotribù Roupalinae
- Roupala
- Neorites
- Orites

Sottotribù Lambertiinae
- Lambertia
- Xylomelum

Sottotribù Heliciinae
- Helicia
- Hollandaea

Sottotribù Floydiinae
- Darlingia
- Floydia

Tribù Banksieae
Sottotribù Musgraveinae
- Musgravea
- Austromuellera

Sottotribù Banksiinae
- Banksia
- Dryandra

Tribù Embothrieae
Sottotribù Lomatiinae
- Lomatia

Sottotribù Embothriinae
- Embothrium
- Oreocallis
- Alloxylon
- Telopea

Sottotribù Stenocarpinae
- Stenocarpus
- Strangea

Sottotribù Hakeinae
- Opisthiolepis
- Buckinghamia
- Hakea
- Grevillea
- Finschia

Tribù Macadamieae
Sottotribù Macadamiinae
- Macadamia
- Panopsis
- Brabejum

Sottotribù Malagasiinae
- Malagasia
- Catalepidia

Sottotribù Virotiinae
- Virotia
- Athertonia
- Heliciopsis

Sottotribù Gevuininae
- Cardwellia
- Sleumerodendron
- Euplassa
- Gevuina
- Bleasdalea
- Hicksbeachia
- Kermadecia
- Turrillia

## Coltivazione e utilizzi

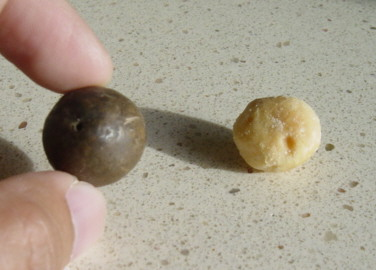
Noci commestibili di Macadamia

Molte specie di Proteaceae sono coltivate dall'industria florovivaistica come piante da siepe e per i loro fiori e fogliame prominenti e distintivi. Alcune specie sono di importanza per il settore dei fiori recisi, specialmente alcune specie di Banksia e Protea. Due specie del genere Macadamia sono coltivate commercialmente per le noci commestibili. L'albero di Gevuina avellana (nocciola cilena) è coltivato per le sue noci in Cile e Nuova Zelanda; le sue noci, oltre ad essere commestibili, sono usate anche nell'industria farmaceutica per il trattamento della pelle, grazie alle proprietà emollienti, e nell'industria cosmetica come ingrediente per le creme solari.
Le specie di maggior valore come piante ornamentali sono gli alberi più meridionali, poiché sono in grado di donare al paesaggio un aspetto di esoticità tropicale nei climi temperati; le seguenti specie del Cile e dell'Argentina ne sono buoni esempi: la Lomatia ferruginea (Fuinque) e la Lomatia hirsuta (Radal) sono state introdotte in Europa occidentale e negli Stati Uniti occidentali; la Embothrium coccineum (Notro) è di gran valore per i suoi fiori rosso scuro nelle isole britanniche e si ritrova a nord fino alle isole Fær Øer, a 62° N di latitudine.
I generi Protea, Leucospermum e Leucadendron, come anche altri quali Mimetes, Aulax e Serruria, comprendono uno dei tre gruppi principali di piante di fynbos, che formano parte del Regno Floreale del Capo, il regno delle piante più piccolo ma più ricco per la sua dimensione e l'unico regno completamente ubicato all'interno di un singolo paese. Gli altri gruppi principali di piante nel fynbos sono le Ericaceae e le Restionaceae. Le Proteaceae del Sudafrica sono così intensamente coltivate per le loro forme molto differenziate e per le insolite infiorescenze. Sono popolari in Sudafrica per la loro bellezza e la loro utilità nei giardini naturali, in quanto attraggono uccelli e insetti utili.
Tra le specie di Banksia, molte delle quali crescono nel bacino del Mediterraneo e nelle aree a clima marittimo, la grande maggioranza è costituita da cespugli, solo poche raggiungono le dimensioni di albero e queste sono apprezzate per la loro altezza e per il fatto che tra le specie più alte queste sono eccezionali: la B. integrifolia, con la sua sottospecie B. integrifolia subsp. monticola, è notevole per avere gli alberi di Banksia più alti e per sopportare un maggior numero di gelate rispetto a tutte le Banksia, B. seminuda, B. littoralis, B. serrata.
Si possono considerare piccoli alberi o grandi cespugli le seguenti specie: B. grandis, B. prionotes, B. marginata, B. coccinea e B. speciosa; esse sono piantate in parchi, giardini e anche lungo le strade.
Il resto delle specie di questo genere (circa 170) sono solo cespugli, anche se alcuni di loro hanno valore per i loro fiori.
Un'altra specie più piccola, coltivata in parecchie parti del mondo, è la Telopea speciosissima (Waratah), delle montagne del Nuovo Galles del Sud, Australia.
Alcune specie dei climi temperati sono coltivate in Australia per la loro bellezza: la Persoonia pinifolia è molto apprezzata per i suoi fiori di colore giallo intenso e i suoi frutti a grappolo. L'Adenanthos sericeus (cespuglio lanoso) è piantato per le sue foglie soffici e vistose e per i suoi piccoli fiori di colore rosso-arancione.
La Hicksbeachia pinnatifolia è comunemente piantata per il suo fogliame e per le noci commestibili.